# Тунгло
Тунгло (*д/н —839) — князь сорбів (лужичан) у 820—839 роках.

## Життєпис
Походив зі знатного роду сорбів. Через деякий час після загибелі Милидуха у 806 році розпочав боротьбу за нове об'єднання лужичан. Близько 820 року став головою лужицьких сербів. Втім ймовірно визнавав зверхність Франкської імперії. Напевне у 816 році брав участь у повстанні проти франків, проте невдало.
У 826 році прибув до Інгельхейму, де виправдовувався перед імператором Людовиком I Благочестивим щодо можливо підготовки до повстання. Вимушений був залишити свого сина заручником. Лише після цього Тунгло зміг повернутися до свого князівства.
Напевне під час повстання синів імператора Людовика I проти батька, Тунгло зумів звільнитися від імперської залежності. Ймовірно помер близько 836 року. напевне владу успадкував син Тунгло або інший його родич — Цзимислав.